# Кархане-Фехре-Иран
Кархане-Фехре-Иран (перс. كارخانه فخرايران‎) — посёлок на севере Ирана, в остане Альборз. Входит в состав шахрестана Назарабад. Является частью дехестана (сельского округа) Танкеман бахша Танкеман.

## География
Посёлок находится в западной части Альборза, к югу от гор Эльбурс, на расстоянии приблизительно 25 километров к северо-западу от Кереджа, административного центра провинции. Абсолютная высота — 1272 метра над уровнем моря.

## Население
По данным переписи 2006 года население посёлка составляло 849 человек (427 мужчин и 422 женщины). В Кархане-Фехре-Иране насчитывалось 220 домохозяйств. Уровень грамотности населения составлял 85,39 %. Уровень грамотности среди мужчин составлял 86,65 %, среди женщин — 84,12 %.